# Preludium wojny
Preludium wojny (ang. Prelude to War) – pierwszy z siedmiu amerykańskich filmów propagandowych powstałych w ramach serii Dlaczego walczymy w reżyserii Franka Capry. Zrealizowano je na zlecenie Biura Informacji Wojennej oraz George’a C. Marshalla, by przekonać amerykańskich żołnierzy o konieczności walki z państwami Osi podczas II wojny światowej. Uznano bowiem, że będą oni bardziej skłonni do walki, jeśli będą znali tło toczącego się konfliktu oraz powód, dla którego muszą walczyć na froncie. Później filmy trafiły do kin, żeby zyskać poparcie amerykańskiego społeczeństwa i przekonać je do wojny.

## Fabuła

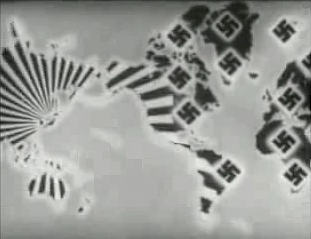
Kadr z filmu ukazujący zamiary opanowania świata przez państwa Osi

Film rozpoczyna się wyjaśnieniem, jak Amerykanie włączyli się do wojny, żeby ochronić kraje, które same nie były do tego zdolne. Amerykę zobowiązywał do tego bowiem moralny obowiązek i chrześcijańskie wartości, którymi kierowała się przez całą swoją historię.
Dalej dla zobrazowania widzom sytuacji na świecie pojawiają się zestawienia, z których najważniejsze, przedstawione przez Henry’ego Wallace’a, ukazuje jasno oświetloną planetę symbolizującą aliantów i „wolny świat” oraz planetę pogrążoną w ciemności, czyli państwa Osi i „świat zniewolony”.
Dla podkreślenia różnic między wolnym, demokratycznym państwem, a zniewolonym i faszystowskim ustrojem reprezentowanym przez Benito Mussoliniego, Adolfa Hitlera oraz Hirohito przedstawiono ich jako gangsterów chcących podbić świat. Wykorzystano również fragmenty Triumfu woli ze zmienioną narracją, która przemawiała za aliantami.
Film zwraca także uwagę na to, że naziści po rozbiciu opozycyjnych partii politycznych i związków zawodowych zwrócili się przeciwko ostatniej przeszkodzie jaką był Kościół. Aby podkreślić wizerunek Hitlera jako antychrysta, w jednej ze scen pokazano niemieckich uczniów śpiewających piosenkę Fredericka Rexa wychwalającą niemieckiego wodza.

## Tło historyczne
W ciągu dwóch dekad dzielących obie wojny światowe w Stanach Zjednoczonych dominowała idea izolacjonizmu, która zakończyła się dopiero po japońskim ataku na Pearl Harbor. Stanowiła ona główną przeszkodę w zdobywaniu społecznego poparcia dla wojny, ponieważ Amerykanie nie mieli poczucia jedności z innymi narodami, zwłaszcza europejskimi. Żeby zmienić to izolacjonistyczne nastawienie postanowiono nakręcić Preludium wojny, który miał wnieść entuzjazm i przekonać do walki amerykańskich żołnierzy.
Film zwrócił też uwagę na potrzebę zmiany punktu widzenia amerykańskich obywateli na bieżące wydarzenia. Przed atakiem na Pearl Harbor większość osób na pytanie czy Ameryka powinna przyłączyć się do wojny odpowiadała, że nie, gdyż to nie jest sprawa USA. W społeczeństwie panowało przekonanie, że kraj powinien pozostać neutralny i nie angażować się w europejskie konflikty. Z tego powodu w wielu miastach odbywały się antywojenne manifestacje. W filmie – podobnie jak w wielu innych produkcjach propagandowych – zawarto więc twierdzenie, że w przeciwieństwie do opinii niektórych obywateli, problemy Stanów Zjednoczonych były i zawsze będą zależne od problemów całego świata, więc Ameryka osiągnie pokój dopiero, kiedy zyskają go wszyscy. Te akcje zmusiły do kapitulacji zwolenników izolacjonizmu z America First Committee (AFC) na czele.

## Znaczenie propagandowe
Przed pojawieniem się w kinach film był wykorzystywany do indoktrynowania żołnierzy przed wysłaniem ich na front. Później prezentowano go szerokiej publiczności, co miało wzmocnić poczucie jedności i zmobilizować naród do wspólnego działania.
Preludium wojny było pierwszym z serii siedmiu filmów propagandowych, z których każdy poświęcony był innemu zagadnieniu. Seria okazała się bardzo przydatnym narzędziem w motywowaniu społeczeństwa i zwiększaniu poparcia dla wojny. Dostrzegła to Akademia Filmowa, która w 1943 roku przyznała filmowi statuetkę w kategorii najlepszy film dokumentalny.